# Vefa de Bellaing
Geneviève de Bellaing dite Vefa de Bellaing, née le 19 septembre 1909 à Carhaix et morte le 16 avril 1998 à Guingamp, est une militante bretonne.

## Biographie
Ayant vécu pendant de nombreuses années à Saint-Brieuc, Vefa de Bellaing a été pendant plus de cinquante ans une militante de la langue et de la culture bretonnes.
En novembre 1940, elle crée la revue Ololê, journal de bandes dessinées pour les enfants bretons, avec Herry et Ronan Caouissin. 
Bretonnante, elle a rédigé quelques poèmes et nouvelles parus dans la revue Al Liamm, dont certains sous le pseudonyme de Soaz Kervahe. Elle assura également des chroniques dans la revue Armor magazine.
Mélomane avertie, elle a aussi entre autres travaux réalisé un Dictionnaire des compositeurs de musique en Bretagne, qui recense plus de 200 compositeurs, du Moyen Âge à aujourd’hui. 

## Distinction
Elle est décorée de l'ordre de l'Hermine en 1988.